# Gibellina
Gibellina é uma comuna italiana da região da Sicília, província de Trapani, com cerca de 4.675 habitantes. Estende-se por uma área de 45 km², tendo uma densidade populacional de 104 hab/km². Faz fronteira com Calatafimi-Segesta, Monreale (PA), Poggioreale, Salaparuta, Santa Ninfa.

## Demografia
| Variação demográfica do município entre 1861 e 2011                               |
|                                                                                   |
| Fonte: Istituto Nazionale di Statistica (ISTAT) - Elaboração gráfica da Wikipedia |